# Joseph Leaning
Joseph Leaning (1874 - 1949) là một cầu thủ bóng đá chuyên nghiệp người Anh thi đấu ở vị trí thủ môn.